# القارب (فلم)
القارب (بالألمانية: Das Boot) هو فيلم حربي دراما ومغامرات وتشويق من إخراج وسيناريو ولفغانغ بيترسن، وبطولة يورغن بروخنو، هربرت غرونيمير، وكلوس ڤينيمان. قصة الفيلم مبنية على رواية بذات الاسم للوثر غونتر باخهايم في 1973. كانت ميزانية الفيلم تقارب 32 مليون مارك ألماني، وبذلك فهو من أعلى الأفلام ميزانية في تاريخ السينما الألمانية.

## قصة الفيلم
تدور أحداث الفيلم حول قصة خيالية للغواصة U-96 وطاقمه إبان الحرب العالمية الثانية، ويصور كلاً من إثارة المعركة والملل في مطاردة غير مجدية، ويظهر الفيلم أفراد السفينة وهم يملكون الرغبة في بذل قصارى جهدهم لرفاقهم وبلادهم. في السيناريو، تم استخدام مؤثرات حقيقية للغواصة U-96.

## الممثلون والأدوار
- يورغن بروخنو في دور القائد الملازم، وكان أفراد الطاقم يلقبونه بالرجل الكبير.
- هربرت غرونيمير في دور المراسل الحربي ڤيرنر.
- كلوس ڤينيمان في دور كبير المهندسين.
- هيوبرتس بينغش في دور ضابط المراقبة 1.
- مارتن سيميرلوج في دور ضابط المراقبة 2.
- بيرند توبر في دور كريخبوم، الملاح وضابط المراقبة 3.
- إيروين ليدر في دور كبير الميكانيكية يوهان.
- مارتن ماي في دور الضابط الطالب أولمان.
- أوو أوخسينكنيخت في دور الربان لامبرخت.
- كلود أوليفر ردولف في دور أريو.
- هاينز هوينج في دور ضابط الصف هينريخ.
- يان فيدر في دور ضابط الصف بيلغريم.
- رالف ريختر في دور ضابط الصف فرينسن.
- يواخيم بيرنارد في دور طالب الكتاب المقدس.
- أوليفر ستريتزل في دور شواله.
- جون كلود هوفمان في دور بنيامين، «الصغير».
- لوتز شنيل في دور دوفته.
- كونراد بيكر في دور باكستيجل.
- أوتو ساندر في دور القائد الملازم فيليب تومسن.

## روابط خارجية
- مقالات تستعمل روابط فنية بلا صلة مع ويكي بيانات